# Jazz at the Plaza, Vol. 1

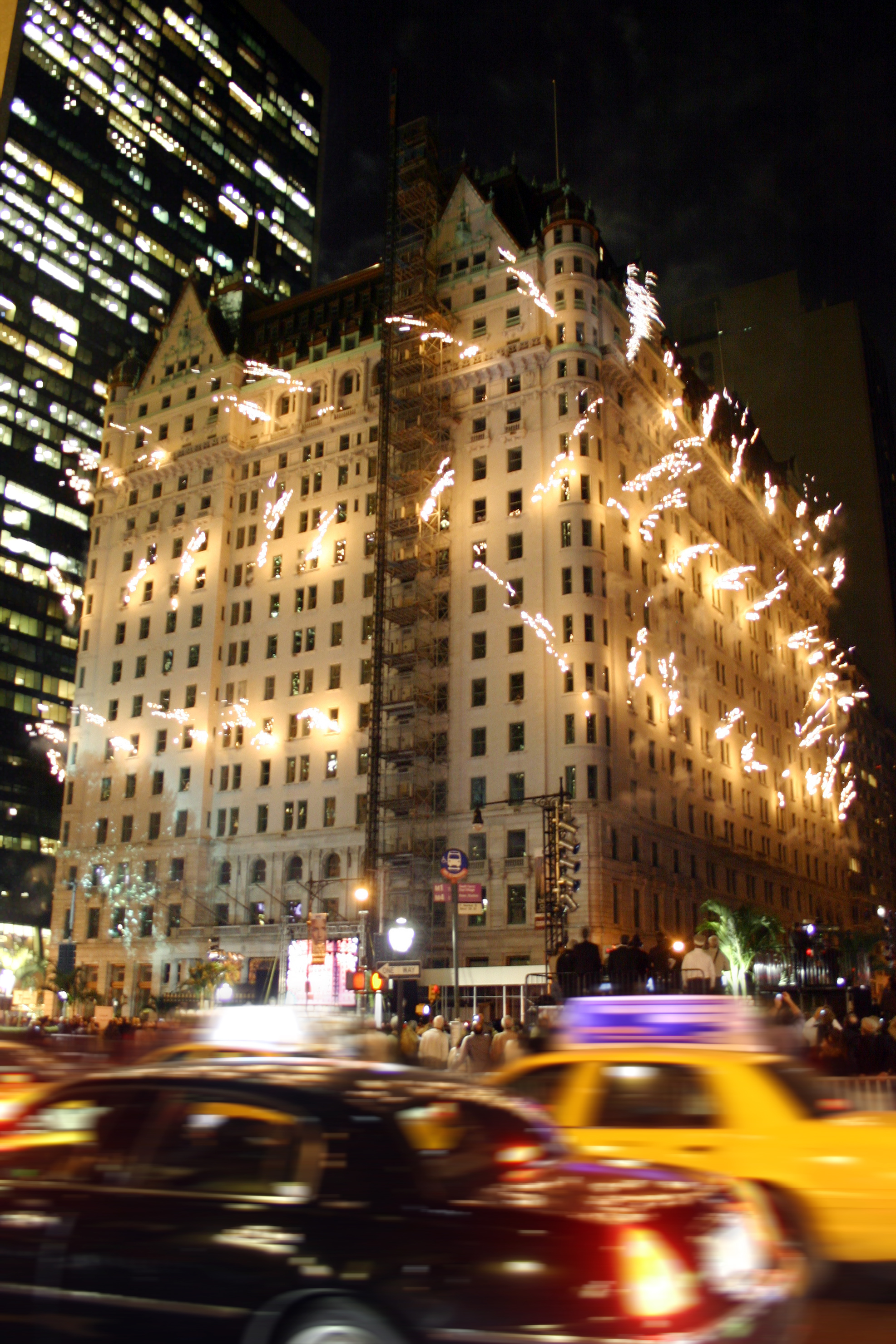
Das Plaza Hotel bei den Feierlichkeiten zum hundertjährigen Bestehen 2007

Jazz at the Plaza, Vol. 1 ist ein Jazz-Album von Miles Davis, das am 9. September 1958 im Edwardian Room des New Yorker Hotels The Plaza mitgeschnitten wurde. Erst im September 1973 erschienen die Aufnahmen in vollständiger Fassung bei Columbia Records.

## Das Album
Der Live-Mitschnitt des Miles-Davis-Sextetts, 15 Jahre später unter dem Titel Jazz at the Plaza veröffentlicht, entstand zwei Monate nach dem Auftritt auf dem Newport Jazz Festival und ein halbes Jahr vor den Aufnahmen zu Miles Davis’ Klassiker Kind of Blue. Die Musiker, die nicht wussten, dass sie aufgenommen wurden, spielten auf einer Party, mit der das Columbia-Label den Erfolg seiner Jazz-Abteilung („the healthy state of jazz“) feierte. Auch der Auftritt des Duke Ellington Orchestra mit den Gastvokalisten Jimmy Rushing und Billie Holiday wurde mitgeschnitten und erschien ebenfalls 1973 unter dem Titel Jazz at the Plaza, Vol. 2.
Die sechs Musiker des Sextetts, neben Miles Davis die Saxophonisten John Coltrane und Cannonball Adderley sowie die Rhythmusgruppe aus Bill Evans (Piano), Paul Chambers (Bass) und Philly Joe Jones (Schlagzeug) spielten vier Jazzstandards; zunächst Thelonious Monks Bebop-Klassiker Straight No Chaser, der jedoch unter dem Titel Jazz at the Plaza veröffentlicht wurde, als Komponist wurde Miles Davis angegeben. Die Aufnahme bot die seltene Gelegenheit, Davis auf dem Flügelhorn zu hören. If I Were a Bell offenbart die „Dichotomie“ von Miles und Coltrane: „Miles spielt das Stück präzise mit der gestopften Trompete, Coltrane dehnt es kühn aus, donnert rauf und runter, wobei er die Verbindung mit der Melodie aufrechterhält.“
Es folgte die Rodgers-und-Hart-Ballade My Funny Valentine, Miles Davis’ erste Live-Version des Jazz-Klassikers, „der in den folgenden Jahren immer wieder noch intensivere und ausgefeiltere Versionen folgen sollten“. Der Pianist Bill Evans wird hier besonders herausgestellt, da die Saxophonisten John Coltrane und Cannonball Adderley aussetzen: „Er macht hier seine Fähigkeit zu romantischen Klavierimprovisationen im linearen Swing deutlich.“ Die Melodie blieb nur noch skeletthaft erhalten, und wurde durch „ghosts of intervals“ ersetzt, so Thom Jurek,

“This is not to say Davis had abandoned melody for mode entirely because his melodic sensibility, which was instinctual, is what made the modalism on the sextet level possible in the first place.”

In Frank Loessers If I Were a Bell aus dem damals populären Musical Guys and Dolls setzte Cannonball Adderley aus. Trotz der aufnahmetechnischen Mängel ist zu hören, „wie Miles, unterstützt von Philly Joes Trommeln, in atemloser Geschwindigkeit und schneller, abgehackter Phrasierung eine berstende Spannung auf die Spitze treibt. Coltranes Soli sorgen hier in souveräner technischer Versiertheit für eine gewisse Entspannung.“  In voller Besetzung spielten sie die Schlussnummer, Sonny Rollins’ Oleo, beendet von The Theme.

## Rezension
Thom Jurek bewertet das Album in Allmusic mit vier Sternen und konstatiert, dass „trotz des ausgezeichneten Remasterings der Sony-Crew Jazz at the Plaza eher ein Kuriosum als eine wichtige Aufnahme einer bemerkenswerten Band“ sei, in erster Linie wegen seiner zweifelhaften Klangqualität. Das Problem bei dem Mitschnitt sei, dass Miles Davis in If I Were a Bell stellenweise nicht zu hören, und Evans in großen Teilen des Albums „so gut wie abwesend“ sei. Es hätte keine Abmischung des Mitschnitts stattgefunden, der mit nur zwei oder drei Mikrophonen aufgenommen worden war. Dennoch sei der Auftritt „alles andere als zweifelhaft“; Oleo werde in „mörderischem Tempo“ gespielt, My Funny Valentine, obwohl schon zuvor von Davis’ Vorgänger-Quintett für Prestige eingespielt, wurde damals zu einer der wichtigen Nummern im Repertoire des Sextetts, und schließlich Monks Standard Straight, No Chaser, der das Ensemble bei diesem Auftritt „in voller Blüte“ zeige. Davis spiele das Thema schneller als gewöhnlich, und Bill Evans flechte in sein Solo Blue Monk ein.
Die Kritiker Richard Cook und Brian Morton verliehen dem Album im Penguin Guide to Jazz lediglich drei (von vier) Sternen; es ziehe seine Reputation vor allem aus den großartigen Sessions, die das Miles Davis-Sextett in dieser Phase einspielte. Der wohl herausragendste Titel des Mitschnitts sei jedoch My Funny Valentine. If I Were a Bell sei „nicht eine von Tranes besseren Nächten“ gewesen, und das Zusammenspiel der beiden Giganten Davis und Coltrane falle nicht so aus, wie man es erwarten würde.
Der Davis-Biograf Peter Wießmüller hebt die „außergewöhnliche Intensität und Dichte“ der Live-Atmosphäre hervor; als „Schwachpunkt“ kritisiert er die Solobeiträge Cannonball Adderleys: „Spätestens hier aber wird der Hang Adderleys zum manierierten Phrasentum in überstürzten Tempi offenkundig.“
Asif Memon hob die Bedeutung des Mitschnitts als Dokument für die Evolution des Gruppensounds dieses kurzlebigen Miles Davis-Ensembles hervor, das „letztlich für einige der fast perfektesten Alben des Jazz“ stehe.

## Liste der Titel
- Jazz at the Plaza, Vol. 1 (Columbia PC 32470)

1. If I Were a Bell (Frank Loesser) 8:31
2. Oleo (Sonny Rollins) 10:38
3. My Funny Valentine (Richard Rodgers / Lorenz Hart) 10:18
4. Straight No Chaser (Thelonious Monk) / Bye Bye (The Theme) (Davis) 10:57